# Boemondo V d'Antiochia
Boemondo V d'Antiochia (1199 – gennaio 1252) è stato principe d'Antiochia e conte di Tripoli dal 1233 al 1252.
Boemondo V era il figlio di Boemondo IV e di Plaisance di Gibelletto. Come suo padre prima di lui, Boemondo non aveva notoriamente simpatia né per i cavalieri Ospitalieri né per il vicino Regno Armenio di Cicilia e preferì allearsi con i Templari; la pace con l'Armenia venne assicurata poco prima della sua morte grazie alla mediazione di Luigi IX di Francia.
Nel 1223 o nel 1225 Boemondo sposò la principessa Alice, Regina vedova di Cipro, dalla quale non ebbe figli e divorziò, facendo annullare il matrimonio dopo il 5 luglio 1227, più probabilmente nel 1229.
Nel 1235 si risposò con Luciana, figlia di Paolo Conti, signore di Valmontone, Sacco e Piombinara, uno dei nipoti di papa Innocenzo III.
Da questo secondo matrimonio nacquero due figli, Piacenza di Antiochia
e Boemondo VI d'Antiochia.

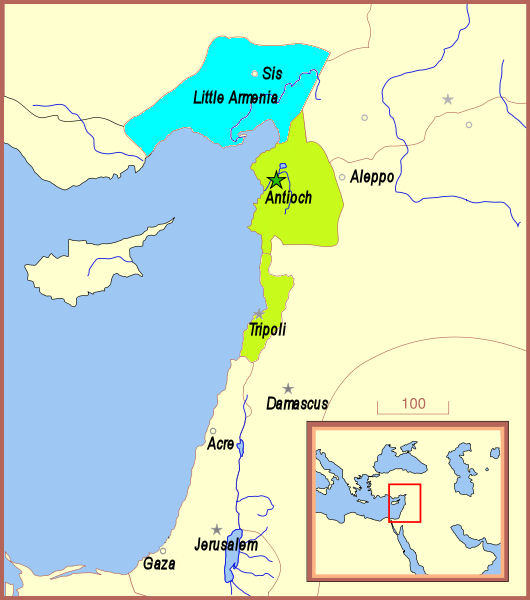
Boemondo V governò Antiochia e Tripoli (in verde), egli fu in conflitto con il Regno armeno di Cilicia (azzurro) fino a poco prima di morire

Quando Boemondo V morì gli succedette suo figlio Boemondo VI, che aveva solo 15 anni per cui fu posto sotto la reggenza della principessa vedova Luciana. Luciana tuttavia non lasciò mai Tripoli, cedendo invece il governo del principato ai suoi parenti romani.
Questo la rese impopolare, così il giovane Boemondo ottenne l'appoggio di re Luigi IX di Francia, in quel tempo impegnato in una Crociata, per avere il permesso da papa Innocenzo IV di iniziare a regnare qualche mese prima dell'effettivo raggiungimento della maggiore età.

## Ascendenza
|                          |   |                      | Genitori                |  |  | Nonni |  |  | Bisnonni             |  |  | Trisnonni                |  |
|                          |   |                      |                         |  |  |       |  |  | Raimondo di Poitiers |  |  | Guglielmo IX d'Aquitania |  |
|                          |   |                      |                         |  |  |       |  |  | Raimondo di Poitiers |  |  | Guglielmo IX d'Aquitania |  |
|                          |   | Filippa di Tolosa    |                         |  |  |       |  |  | Raimondo di Poitiers |  |  |                          |  |
| Boemondo III d'Antiochia |   |                      |                         |  |  |       |  |  | Raimondo di Poitiers |  |  |                          |  |
|                          |   | Costanza d'Antiochia | Boemondo II d'Antiochia |  |  |       |  |  |                      |  |  |                          |  |
|                          |   | Costanza d'Antiochia | Boemondo II d'Antiochia |  |  |       |  |  |                      |  |  |                          |  |
|                          |   | Costanza d'Antiochia | Alice di Antiochia      |  |  |       |  |  |                      |  |  |                          |  |
| Boemondo IV d'Antiochia  |   | Costanza d'Antiochia |                         |  |  |       |  |  |                      |  |  |                          |  |
|                          |   | …                    | …                       |  |  |       |  |  |                      |  |  |                          |  |
|                          |   | …                    | …                       |  |  |       |  |  |                      |  |  |                          |  |
|                          |   | …                    | …                       |  |  |       |  |  |                      |  |  |                          |  |
| Orgueilleuse de Harenc   |   | …                    |                         |  |  |       |  |  |                      |  |  |                          |  |
|                          |   | …                    | …                       |  |  |       |  |  |                      |  |  |                          |  |
|                          |   | …                    | …                       |  |  |       |  |  |                      |  |  |                          |  |
|                          |   | …                    | …                       |  |  |       |  |  |                      |  |  |                          |  |
| Boemondo V d'Antiochia   |   | …                    |                         |  |  |       |  |  |                      |  |  |                          |  |
|                          | … | …                    |                         |  |  |       |  |  |                      |  |  |                          |  |
|                          | … | …                    |                         |  |  |       |  |  |                      |  |  |                          |  |
|                          | … | …                    |                         |  |  |       |  |  |                      |  |  |                          |  |
| …                        | … |                      |                         |  |  |       |  |  |                      |  |  |                          |  |
|                          |   | …                    | …                       |  |  |       |  |  |                      |  |  |                          |  |
|                          |   | …                    | …                       |  |  |       |  |  |                      |  |  |                          |  |
|                          |   | …                    | …                       |  |  |       |  |  |                      |  |  |                          |  |
| Plaisante de Giblet      |   | …                    |                         |  |  |       |  |  |                      |  |  |                          |  |
|                          |   | …                    | …                       |  |  |       |  |  |                      |  |  |                          |  |
|                          |   | …                    | …                       |  |  |       |  |  |                      |  |  |                          |  |
|                          |   | …                    | …                       |  |  |       |  |  |                      |  |  |                          |  |
| …                        |   | …                    |                         |  |  |       |  |  |                      |  |  |                          |  |
|                          |   | …                    | …                       |  |  |       |  |  |                      |  |  |                          |  |
|                          |   | …                    | …                       |  |  |       |  |  |                      |  |  |                          |  |
|                          |   | …                    | …                       |  |  |       |  |  |                      |  |  |                          |  |
|                          |   | …                    |                         |  |  |       |  |  |                      |  |  |                          |  |